# US Open de 1970
O US Open de 1970 foi um torneio de tênis disputado nas quadras de grama do West Side Tennis Club, no distrito de Forest Hills, em Nova York, nos Estados Unidos, entre 2 a 13 de setembro. Corresponde à 3ª edição da era aberta e à 90ª de todos os tempos.

## Finais

### Profissional
| Categoria | Evento    | Campeã(s)(o/ões)                  | Vice-campeã(s)(o/ões)            | Resultado          | Chave(s)  | Chave(s)       |
| --------- | --------- | --------------------------------- | -------------------------------- | ------------------ | --------- | -------------- |
| Simples   | Masculino | Ken Rosewall                      | Tony Roche                       | 2–6, 6–4, 7–6, 6–3 | principal | qualificatório |
| Simples   | Feminino  | Margaret Court                    | Rosie Casals                     | 6–2, 2–6, 6–1      | principal | qualificatório |
| Duplas    | Masculino | Pierre Barthès Nikola Pilić       | Roy Emerson Rod Laver            | 6–3, 7–6, 4–6, 7–6 | principal | principal      |
| Duplas    | Feminino  | Margaret Court Judy Tegart Dalton | Rosie Casals Virginia Wade       | 6–3, 6–4           | principal | principal      |
| Duplas    | Misto     | Margaret Court Marty Riessen      | Judy Tegart Dalton Frew McMillan | 6–4, 6–4           | principal | principal      |